# Golvanacanthus problematicus
Golvanacanthus problematicus är en hakmaskart som beskrevs av Mordvinova och Parukhin 1978. Golvanacanthus problematicus ingår i släktet Golvanacanthus och familjen Rhadinorhynchidae. Inga underarter finns listade i Catalogue of Life.